# جای‌نام‌شناسی
جای‌نام‌شناسی یا توپونیمی دانش مطالعهٔ ریشه، معنا، کاربرد، و گونه‌شناسی جای‌نام‌ها است. جای‌نام در حقیقت اسم خاص یک مکان است که از روی نام یا موقعیت جغرافیایی آن مکان برگرفته شده است. جای‌نام اسم خاص مرتبط با ویژگی‌های جغرافیایی هر مکانی می‌تواند باشد. گستره کاربردی آن می‌تواند ویژگی‌های کیهان‌نگاری را نیز پوشش دهد.
به بیان تخصصی‌تر، برای معادل‌سازی این عبارت در انگلیسی به سه نام متفاوت برمی‌خوریم. عبارت انگلیسی toponymy به ابداع، ساخت، یا تولید نام مرتبط است. در صورتی که toponymics یا toponomastics به روش‌شناسی و تحقیقات مرتبط با جای‌نام اشاره دارد. عبارت toponymy زیر مجموعه نام‌شناسی است. به فردی که بر روی جای‌نام مطالعه و تخصص دارد جای‌نام‌شناس می‌گویند.
جای‌هایی که به آنها نامی تعلق می‌گیرد، روی‌هم‌رفته بر دو دسته‌اند:
1. پدیده‌های طبیعی
2. پدیده‌های ساختگی

به بررسی‌هایی که دربارهٔ جای‌نام‌ها انجام می‌یابد، جای‌نام‌شناسی می‌گویند.

## ریشه‌شناسی
کلمه توپونیمی از کلمه یونانی باستان τόπος/توپوس، به معنی 'مکان'، و ὄνομα/اونوما، به معنی 'نام' گرفته شده است. دیکشنری آکسفورد اولین بار کلمه توپونیمی (به معنی "نامِ مکان") را در سال ۱۸۷۶ در انگلیسی ثبت کرده است. از آن زمان به بعد، واژه توپونیم جایگزین اصطلاح نام‌گذاری مکان‌ها در بحث‌های حرفه‌ای بین جغرافی‌دانان شده است.
ساختارهای مرتبط
- نقشه‌نگاری
- کمیته تخصصی نام‌نگاری و یکسان‌سازی نام‌های جغرافیایی ایران

## تاریخچه
احتمالاً اولین نام‌شناسان، داستان‌نویسان و شاعرانی بودند که منشأ نام‌های مکان‌های خاص را به عنوان بخشی از داستان‌های خود توضیح می‌دادند. گاهی نام مکان‌ها مبنای افسانه‌های علت شناختی آنها بوده است. احتمالاً فرایند ریشه‌شناسی عامیانه حد معمول فراتر می‌رفت و به موجب آن یک نام بر اساس ساختار یا صداهای آن معنای نادرست استخراج می‌شد؛ بنابراین، برای مثال، در اشعار شاعران یونانی نام تنگه هِلِسپُنت از نام هله، دختر آتاماس، مشتق شده. توضیح داستان نیز بدین شکل است که زمانی که او همراه با برادرش فریکسوس سوار بر یک قوچ طلایی در حال پرواز و عبور از این تنگه بودند در آنجا غرق شدند. با این حال، این نام احتمالاً از یک زبان قدیمی‌تر مانند زبان پلاسجی گرفته شده است و برای کسانی که در اشعارشان منشأ آن را توضیح داده بودند ناشناخته بود. جورج آر استوارت در نوشته خود، نام‌های بر روی کره زمین، این نظریه را مطرح می‌کند که هلسپونت در اصل به معنای چیزی شبیه «پنتوس باریک» یا «ورودی به پنتوس» بوده است.
در قرن نوزدهم نیز که عصر اکتشاف بود، بسیاری از نام‌ها به دلیل غرور ملی نام دیگری پیدا کردند؛ مثلاً پیترمن، نقشه‌بردار مشهور آلمانی، بر این باور بود که نام‌گذاری ویژگی‌های جغرافیایی تازه کشف‌شده، یکی از امتیازات یک ویرایشگر نقشه است. در این بین او از مواجهه با نام‌هایی مانند «ویکتوریا»، «ولینگتون»، «جونز» و «اسمیت» خسته شده بود. او می‌نویسد: «در حین ساخت نقشه جدید برای مشخص کردن تصویر توپوگرافی دقیق و پس از مشورت و مجوز با آقای تئودور فون هوگلین و کنت کارل گراف فون والدبورگ-زیل من ۱۱۸ نام را در نقشه وارد کرده‌ام: تا حدی نام‌هایی هستند که از مشاهیر اکتشافات و اکتشافات قطب شمال، مسافران قطب شمال و همچنین دوستان عالی، حامیان و شرکت‌کنندگان در این نقشه گرفته شده‌اند. ملیت‌های مختلف در جدیدترین سفرهای قطب شمال، تا حدی مسافران برجسته آلمانی در آفریقا، استرالیا، آمریکا…».
در طول زمان ممکن است نام‌های مختلف به دلیل تغییر و تحول در زبانها، تحولات سیاسی و تعدیل مرزها نام‌های متفاوتی داشته باشند. اخیراً بسیاری از کشورهای پسااستعماری به نامگذاری مجدد برای مکان‌هایی که توسط قدرت‌های استعماری نام‌گذاری شده‌اند، روی آوردند.

## توپونوماستیک
نام مکان‌ها مفیدترین سیستم مرجع جغرافیایی در جهان است. هماهنگی و دقت در مراجعه به مکانی برای جلوگیری از سردرگمی در تجارت و تفریح روزمره ضروری است.
یک نام‌شناس، از طریق اصول و رویه‌های محلی تثبیت‌شده‌ای که با همکاری و مشورت با گروه کارشناسان سازمان ملل متحد در نام‌های جغرافیایی (UNGEGN) توسعه یافته است، علم نام‌شناسی را برای ایجاد نام‌های جغرافیایی به رسمیت شناخته‌شده به کار می‌گیرد. یک مکان‌شناس نه تنها بر نقشه‌ها و تاریخ‌های محلی تکیه می‌کند، بلکه با ساکنان محلی مصاحبه می‌کند تا نام‌هایی را با کاربرد محلی تعیین کند. کاربرد دقیق یک نام، زبان خاص، تلفظ آن، و ریشه و معنای آن، همه حقایق مهمی هستند که باید در بررسی نام‌ها ثبت و بررسی شوند.
محققان دریافته‌اند که نام‌ها بینش ارزشمندی از جغرافیای تاریخی یک منطقه خاص ارائه می‌کنند. در سال ۱۹۵۴، FM Powicke در مورد مطالعه نام مکان گفت که «از اکتشافات باستان‌شناسی و تاریخ و قوانین زبان‌شناسان استفاده می‌کند، غنی می‌کند و آزمایش می‌کند.»
نام‌های محلی نه تنها الگوهای سکونتگاه‌های قومی را نشان می‌دهند، بلکه می‌توانند به شناسایی دوره‌های مجزای مهاجرت نیز کمک کنند.
جای‌نام‌شناسان مسئول حفظ فعالانه فرهنگ منطقه خود، از طریق نام‌گذاری آن هستند. آنها معمولاً به توسعه مداوم یک پایگاه داده از اسامی جغرافیایی و همچنین به انتشارات اطلاعات مرتبط، به منظور ضبط و انتشار داده‌های دیجیتال جای‌نام می پزدارند. بدین روش صحت اطلاعات تضمین می‌شود. این داده‌ها ممکن است در قالب‌ها و شکل‌های مختلف منتشر شوند. از جمله نقشه‌های توپوگرافی چاپی و همچنین قالب‌های دیجیتالی مانند سیستم‌های اطلاعات جغرافیایی، گوگل مپس یا اصطلاح‌نامه‌هایی مانند اصطلاحنامه نام‌های جغرافیایی گِتی.

## بزرگداشت توپونیمی
در سال ۲۰۰۲، کنفرانس سازمان ملل متحد در مورد استانداردسازی نام‌های جغرافیایی اذعان کرد که اگرچه رایج است، اما رویه نام‌گذاری مکان‌های جغرافیایی به نام افراد زنده می‌تواند مشکل‌ساز باشد؛ بنابراین، گروه کارشناسان سازمان ملل متحد در مورد نام‌های جغرافیایی توصیه می‌کند که از آن اجتناب شود و مقامات ملی باید دستورالعمل‌های خود را در مورد زمان مورد نیاز پس از مرگ یک فرد برای استفاده از نام یادبود تعیین کنند.
در همین راستا، نویسندگان پینچفسکی و تورگوونیک (۲۰۰۲) نامگذاری خیابان‌ها را اقدامی سیاسی می‌دانند که در آن صاحبان انحصار مشروع نام‌گذاری می‌خواهند دیدگاه‌های ایدئولوژیک خود را در فضای اجتماعی به دیگران القا کنند. به همین ترتیب، رویه تجدیدنظرطلبانه تغییر نام خیابان‌ها، هم به عنوان جشن پیروزی و هم به عنوان نفی رژیم قدیم، یکی دیگر از مسائل مربوط به جای‌نام است. به عنوان شاهدی دیگر، در چارچوب ناسیونالیسم اسلاو، نام سنت پترزبورگ از سال ۱۹۱۴ تا ۱۹۲۴ به پتروگراد تغییر یافت، در ادامه و پس از مرگ ولادیمیر لنین به لنینگراد و پس از فروپاشی اتحاد جماهیر شوروی در سال ۱۹۹۱ به سنت پترزبورگ بازگشت. پس از سال ۱۸۳۰، در پی جنگ استقلال یونان و تأسیس یک دولت مستقل یونانی، نام مکان‌های ترکی، اسلاوی و ایتالیایی به عنوان تلاشی برای یونانی‌سازی "پاکسازی جای‌نامی" شد. این ملی شدن نام مکان‌ها می‌تواند خود را در چهارچوب پسااستعماری نیز نشان دهد.
در کانادا، در سال‌های اخیر ابتکاراتی صورت گرفته است " برای بازگرداندن نام‌های سنتی به منظور بازتاب فرهنگ بومی تا جایی که ممکن است ". نقشه‌برداری بومی فرآیندی است که می‌تواند شامل بازیابی نام مکان‌ها توسط خود جوامع بومی باشد.
اصطکاک گاهی بین کشورها به دلیل نامگذاری به وجود می‌آید، همان‌طور که در اختلاف نام مقدونیه که یونان مدعی نام مقدونیه شده است، اختلاف نام دریای ژاپن بین ژاپن و کره و همچنین اختلاف نامگذاری خلیج فارس نشان می‌دهد. در ۲۰ سپتامبر ۱۹۹۶ یادداشتی که توسط یک کانادایی در اینترنت منتشر شد که یک پرسش از را می‌کرد به این شرح: «یکی از تولیدکنندگان نقشه، در نقشه سال ۱۹۷۷ ایران اسم «خلیج فارس» را استفاده کرده بود و در نقشه‌ای که بر روی سال ۱۹۷۷ کشورهای خلیج فارس از اسم «خلیج عربی» استفاده کرده بود. می‌دانم که این نشان‌دهنده «سیاست نقشه‌ها» است، اما می‌خواهم بدانم آیا این کار برای جلوگیری از ناراحتی کاربران نقشه ایران و کاربران نقشه کشورهای عربی خلیج فارس انجام شده است؟ این نماد جنبه دیگری از موضوع است، یعنی سرایت مسئله از حوزه صرفاً سیاسی به حوزه اقتصادی.